# Lumbreras de Cameros
Lumbreras de Cameros (2020-ig: Lumbreras) egy község Spanyolországban, La Rioja autonóm közösségben. Lumbreras de Cameros Villoslada de Cameros, Villanueva de Cameros, Gallinero de Cameros, Laguna de Cameros, Villar del Río, Santa Cruz de Yanguas, La Póveda de Soria és Sotillo del Rincón községekkel határos. Lakosainak száma 147 fő (2024).

## Népesség
A község népessége az elmúlt években az alábbi módon változott:
| Lakosok száma | 157  | 140  | 164  | 164  | 164  | 163  | 166  | 154  | 144  | 147  |
|               | 2001 | 2004 | 2007 | 2009 | 2012 | 2014 | 2017 | 2019 | 2022 | 2024 |